# هری بنتلی (بازیکن فوتبال)
هری بنتلی (انگلیسی: Harry Bentley; ۱۳ اوت ۱۸۹۱ – 1970 (aged 78)) بازیکن فوتبال بود.
از باشگاه‌هایی که در آن بازی کرده‌است می‌توان به باشگاه فوتبال برایتون اند هوو آلبیون اشاره کرد.